# Boo Ji-young
Boo Ji-young (부지영) (nascuda el 16 de setembre de 1971) és una directora de cinema i guionista de Corea del Sud. Després de graduar-se a l'Acadèmia Coreana d'Arts Cinematogràfiques, va començar la seva carrera en la realització de cinema independent a Corea del Sud. Va crear la seva primera pel·lícula Jigeum, idaeroga joayo (Sisters on the Road) el 2008. És més coneguda per la seva pel·lícula Cart (2014), que es va projectar a molts festivals internacionals de cinema.

## Biografia
Boo es va graduar a l'Acadèmia Coreana d'Arts Cinematogràfiques. Després d'això, va ser la supervisora del guió de Lee Jae-yong Seukaendeul - Joseon namnyeo sangyeoljisa el 2003.
Boo va fer el seu primer llargmetratge Jigeum, idaeroga joayo (Sisters on the Road) l'any 2008. La pel·lícula examinava el pensament i l'estat de la dona a la societat moderna de Corea del Sud. Va ser convidada per ser projectada al Festival Internacional de Cinema de Busan, al Festival Internacional de Cinema de Dones i al Festival Internacional de Cinema de Dones de Tòquio. Més tard, va crear un documental experimental òmnibus anomenat Myselves: The Actress No Makeup Project (2012). També ha col·laborat en diversos projectes cinematogràfics omnibus com el projecte de drets humans If You Were Me 5 (2010) i el Festival Internacional de Cinema de Jeonju 'Short! Short! Short! el 2011.
Boo és més coneguda per la seva pel·lícula Cart del 2014, basada en un esdeveniment real a Corea del Sud. Es va projectar al Festival Internacional de Cinema de Toronto. Boo estava interessada en els problemes relacionats amb les dones i els treballadors a Corea del Sud. Creu que el públic hauria de veure les dones directores com a directores de la mateixa manera que els homes,i no categoritzar les dones directores com a "cinema de dones" quan fan pel·lícules.

## Filmografia
- Cart, 2014 (Director i guionista)
- Myselves : The Actress No Makeup Project, 2012 (Director i editor）
- A Time to Love, 2011 (Director)
- Moonwalk, 2011 (Director i guionista)
- Jigeum, idaeroga joayo, 2009 (Director i guionista)
- Seukaendeul - Joseon namnyeo sangyeoljisa, 2003 (guionista)